# Apache Impala
Apache Impala ist ein Open-Source-Projekt der Apache Software Foundation, das für schnelle SQL-Abfragen in Apache Hadoop dient.
Impala wurde ursprünglich von Cloudera entwickelt, 2012 verkündet und 2013 vorgestellt. Mittlerweile wird es zusätzlich von MapR, Oracle und Amazon gefördert. Inspiration für Impala war Google F1. Seit Oktober 2016 ist Impala als Inkubator-Projekt und seit Dezember 2017 als Top-Level Projekt der Apache Software Foundation gelistet.
Impala ist ein Abfragewerkzeug für Daten aus dem Hadoop-Dateisystem, HBase und Amazon S3, ohne, dass Daten verschoben oder transformiert werden müssen. Auch Dateien im Format von Apache Avro, Apache Parquet oder LZO werden unterstützt. Impala wurde in C++ geschrieben, ist parallelisiert und skalierbar. Code wird on the fly mit Hilfe einer LLVM generiert. Viele Werkzeuge im Hadoop-Umfeld sind für Anwendungsfälle mit Batch-Abfragen großer Datenmengen gedacht. Impala beherrscht Abfragen mit geringen Wartezeiten. Es ist in die Hadoop-Softwarelandschaft integriert, da unter anderem gleiche Ressourcenmanager und Metadaten verwendet werden.